# Wild Life
Wild Life ist das Debütalbum der Gruppe Wings. Es ist das dritte Album von Paul McCartney nach Auflösung der Band The Beatles. Es erschien am 7. Dezember 1971.

## Entstehung
Nach seinen beiden vorangegangenen Soloprojekten wuchs in Paul McCartney der Wunsch, wieder in einer Band zu spielen und vor allem wieder live vor Publikum aufzutreten. Es war McCartney, der noch in der Endphase der Beatles versucht hatte, seine Kollegen zu Konzertauftritten zu bewegen. Damit stieß er allerdings bei John Lennon, Ringo Starr und vor allem George Harrison auf keine Zustimmung. Der Kompromiss mündete 1969 in die für die Gruppe spannungsgeladenen Get-Back-Sessions.
Nach der Trennung hatte Paul McCartney sein erstes Soloalbum fast allein eingespielt. Für sein zweites Album Ram engagierte er Studiomusiker zu seiner Unterstützung. Für sein nächstes Projekt suchte er geeignete Musiker für seine neue Gruppe. Zuvor hatte er seine Frau Linda McCartney gefragt, ob diese sich vorstellen könne, an seiner Seite in einer Rockband mitzuwirken. Sie sollte die Keyboards spielen – was für sie bedeutete, die Grundlagen des Instruments erlernen zu müssen.
Als Schlagzeuger konnte er im Juli 1971 Denny Seiwell gewinnen, der bereits bei den Aufnahmen zu Ram beteiligt gewesen war. Hugh McCacken, der ebenfalls bei den Ram-Sessions beteiligt war, lehnte aus familiären Gründen ab.
Es folgte der Sänger und Gitarrist Denny Laine, der von 1964 bis 1966 Mitglied der britischen Band The Moody Blues gewesen war und den Paul McCartney im Jahr 1965 bei einer Tournee kennengelernt hatte. Laine blieb bis zur Auflösung der Wings Mitglied der Gruppe. Erste gemeinsame Jamsessions erfolgten am 21. und 22. Juli in McCartneys Heimstudio, den Rude Studios, auf seiner schottischen Farm. Am 3. August 1971 gab Paul McCartney die Formation seiner noch namenlosen Band bekannt. Er hatte sich eine Reihe von Namen für die Gruppe überlegt und entschied sich am 13. September für Wings. Der Name Wings kam McCartney in den Sinn, als Linda ihre Tochter Stella zur Welt brachte. Paul McCartney sagte dazu: „Ich dachte aus irgendeinem Grund an Flügel einer Taube, Flügel von Engeln, Flügel von Vögeln, Flügel eines Flugzeugs. Also sagte ich zu Linda: 'Wie wäre es mit Wings?' Es war eine Zeit, in der die meisten Leute über einen Namen für ein Kind nachdachten, und da sprachen wir über eine Popgruppe.“
Während des Frühsommers 1971 hatten die McCartneys eine Reihe von neuen Stücken komponiert, die nun den Grundstock für ein Album bilden sollten. Nachdem die Gruppe einige Zeit in den Rude Studios geprobt hatte, wurde Studiozeit unter dem Pseudonym Sam Browne in den Londoner Abbey Road Studios gebucht. Zwischen dem 24. und 26. Juli 1971 fanden dort – mit Tony Clark und Alan Parsons, die er aus Beatles-Tagen kannte, als Toningenieuren – die Aufnahmen für Wild Life statt.
Paul McCartney sagte später, er sei von Bob Dylans Beispiel dazu angeregt worden, das Album in möglichst kurzer Zeit einzuspielen. McCartney erhoffte sich einen frischen, spontanen Sound von dieser Herangehensweise. Musikalisches Ziel war es, die Aufnahmeweise der Beatles-Alben Sgt. Pepper’s Lonely Hearts Club Band und Abbey Road oder des McCartney Albums Ram nicht fortzuführen, sondern sich an dem ersten Album der Beatles Please Please Me, das überwiegend an einem Tag aufgenommen wurde, zu orientieren. Die meisten Stücke für Wild Life wurden in ein oder zwei Takes eingespielt. Einige Lieder entstanden auch erst direkt während der Aufnahmesessions, wie beispielsweise Mumbo, das Eröffnungsstück des Albums. Die Lieder Bip Bob Link (2. Oktober) und Mumbo Link (8. Oktober) wurden später aufgenommen, die Abmischung des Albums erfolgte im Oktober 1971. Mit Tony Clark arbeitete Paul McCartney auch im Juni 1971 während der Aufnahmen zu Thrillington zusammen. Die Arrangements für das Lied Dear Friend schrieb Richard Anthony Hewson, der ebenfalls schon für das Album Thrillington arbeitete, die Orchesteraufnahmen erfolgten am 16. Oktober 1971.
Das Album enthält zehn Lieder, die mit einer Ausnahme alle Paul und Linda McCartney als Autoren nannten. Beide zeichneten ebenfalls als Produzenten des Albums verantwortlich.
Am 8. November 1971 feierten die Gruppe Wings mit mehreren prominenten Gästen, unter anderen Elton John, Keith Moon und Jimmy Page, eine Veröffentlichungsparty im Empire, am Leicester Square in London.
Paul McCartney wollte das Album wegen seines Konflikts mit Allen Klein nicht unter dem Apple-Label veröffentlichen, war aber vertraglich dazu verpflichtet, dadurch verschob sich der Veröffentlichungstermin vom 15. November auf den 7. Dezember 1971. Er ersetzte allerdings das Apfel-Logo auf der Schallplatte durch Fotografien von seinem und Linda McCartneys Gesicht. Der Name des Albums sollte ursprünglich Wings lauten, wurde dann aber in Wild Life umbenannt.
Auf die im Januar 1972 geplante Singleveröffentlichung Love Is Strange / I Am Your Singer (Katalognummer R5932) wurde in Großbritannien verzichtet.
Paul McCartney sagte im Nachhinein über das Album: „Die Kritiker mochten Wild Life nicht, als es herauskam, also fing ich an, wie sie zu denken, dass es Müll war. Als ich es dann ein paar Jahre später hörte, mochte ich es wirklich und fand es interessant.“

## Covergestaltung
Die Vorderseite des Covers zeigt die Fotografie einer Bachlandschaft mit einem gitarrespielenden Paul McCartney, der bis zu seinen Oberschenkeln in einem Bach steht. Auf einem Ast, der den Bach überspannt, sitzen die anderen Musiker der neuformierten Wings. Von links nach rechts sind Denny Seiwell, Linda McCartney und Denny Laine zu sehen. Das Foto stammte von Barry Lategan. Das Cover trägt keinerlei Aufschrift, was Capitol Records dazu veranlasste, Aufkleber mit dem Hinweis Wings Wild Life auf die Plastikverpackung der LP zu kleben. Man befürchtete, die Käufer würden ansonsten nicht erkennen, wer der Künstler sei. Etwas später schien die Marketing-Abteilung erkannt zu haben, dass auch dieser Hinweis nicht ausreichend sein könnte, da Wings noch zu unbekannt war. Ein zusätzlicher Aufkleber enthielt den Hinweis Paul McCartney and Friends.
Auf der Rückseite befindet sich eine Zeichnung von Paul McCartney, die seine Gruppe beim Spielen zeigt. Die skizzierten Figuren haben dabei Flügel (= Wings) auf dem Rücken. Außerdem findet sich auf der Rückseite ein kurzer Text, der kurz zur Gründung von Wings und zur Aufnahme des Albums Stellung nimmt. Der Text ist unterschrieben mit Clint Harrigan. Später stellte sich heraus, dass sich dahinter Paul McCartney verbarg.
Für das Coverdesign war die Firma Gordon House verantwortlich.

## Titelliste
Mit Ausnahme des Stücks Love Is Strange stammen alle Kompositionen von Paul und Linda McCartney.
Seite 1
1. Mumbo – 3:53
2. Bip Bop – 4:09
3. Love Is Strange (Baker, Smith) – 4:49
4. Wild Life – 6:39

Seite 2
1. Some People Never Know – 6:36
2. I Am Your Singer – 2:13
3. Bip Bop Link (Instrumental) – 0:48
4. Tomorrow – 3:23
5. Dear Friend – 5:46
6. Mumbo Link (Instrumental) – 0:45

## Informationen zu einzelnen Liedern
- Mumbo ist in schnelles, rockiges Stück, das aus einer Jamsession hervorging. Das Lied beginnt abrupt, da die Aufnahme gestartet wurde, während die Musiker spielten. Paul McCartneys Anweisung an den Toningenieur, das Band zu starten, ist zu Beginn des Stücks zu hören: Take it, Tony! (gemeint ist Tony Clark). Der Gesang besteht aus sinnlos aneinandergereihten Silben.
- Bip Bop ist ein schnelles Stück, das von einer Fingerpicking-Gitarrenfigur geprägt ist. Der Text beschränkt sich auf Banalitäten, und zu den Lieblingsstücken des Musikers und Musikproduzenten Trevor Horns[3] von Paul McCartney gehört.
- Love Is Strange gilt als erste Reggae-Aufnahme einer „weißen“ Gruppe. Das Original wurde im Jahr 1956 von dem Duo Mickey und Sylvia, gefolgt von den Everly Brothers im Jahr 1965 sowie Peaches & Herb im Jahr 1967 veröffentlicht.
- Dear Friend (Urheber: Paul und Linda McCartney), verfasst Anfang 1971 von Paul McCartney,[4] wurde bereits während der Sessions für das Album Ram teilweise aufgenommen, es wurde aber während der Aufnahmen zu Wild Life neu eingespielt. Paul McCartney erwähnte in einem abgedruckten Interview in dem RAM – Deluxe Edition Buch, Dear Friend sei eine musikalische Botschaft an John Lennon. Ursprünglich plante McCartney als Antwort auf das John-Lennon-Lied How Do You Sleep? vom Album Imagine ein Lied mit dem Titel Quite Well, Thank You zu schreiben.[5] Paul McCartney wertete das Lied als Friedensangebot an Lennon.[6]

## Wiederveröffentlichungen

### Wiederveröffentlichungen bis 2007
- Die Erstveröffentlichung im CD-Format erfolgte im Oktober 1987. Der CD liegt ein vierseitiges Begleitheft bei. Das Album hat folgende drei Bonusstücke:[7]

1. Oh Woman, Oh Why – 4:37
2. Little Woman Love – 2:11
3. Mary Had a Little Lamb – 3:34

- Am 7. Juni 1993[8] wurde die CD in einer von Peter Mew remasterten Version veröffentlicht. Der CD liegt ein vierseitiges bebildertes Begleitheft bei. Das Album hat folgende vier Bonusstücke:[9]

1. Give Ireland Back to the Irish – 3:46
  - Wings’ Debütsingle; von der BBC wegen des politischen Inhalts nicht im Radio gespielt, hier erstmals auf CD veröffentlicht.
2. Mary Had a Little Lamb – 3:34
  - Wings’ zweite Single.
3. Little Woman Love – 2:11
  - B-Seite der Single Mary Had a Little Lamb; das Lied stammt originär von den Ram-Sessions.
4. Mama’s Little Girl – 3:41
  - Wurde erstmals im Februar 1990 als Single-B-Seite von Put it There veröffentlicht; originär stammt es von den Red-Rose-Speedway-Sessions.

- Im Mai 2007 wurde das Album im Download-Format veröffentlicht mit dem Bonusstück.[10]

Give Ireland Back to the Irish (Version) – 3:46

### Archive Collection
- Am 7. Dezember 2018 wurde Wild Life, zum zweiten Mal remastert, von dem Musiklabel Capitol Records als Teil der Paul McCartney Archive Collection veröffentlicht. Das Remastering erfolgte von Alex Wharton und Steve Orchard in den Abbey Road Studios. Als Interpreten des Albums werden statt Wings nun Paul McCartney and Wings aufgeführt. Das CD-Album hat ein aufklappbares Pappcover, dem ein 18-seitiges bebildertes Begleitheft beigegelegt ist, das Informationen zum Album und die Liedtexte beinhaltet. Das Design stammt von der Firma YES. Das Album erschien in verschiedenen Formaten:
- Special Edition
Das originale 10-Track-Album mit einer Bonus-CD die Demos, Outtakes und eine Single erhält:[11]

1. Good Rockin’ Tonight (Home Recording) (Roy Brown) – 0:58
2. Bip Bop (Home Recording) – 3:17
3. Hey Diddle (Home Recording) – 2:32
  - Die erste Studioaufnahme erfolgte während der Ram-Sessions
4. She Got It Good (Home Recording) – 0:44
5. I Am Your Singer (Home Recording) – 2:53
6. Outtake I – 0:29
7. Dear Friend (Home Recording I) – 4:49
8. Dear Friend (Home Recording II) – 2:02
9. Outtake II – 0:13
10. Indeed I Do – 1:14
11. When The Wind Is Blowing – 3:51
  - Die Aufnahme erfolgte am 20. Oktober 1970 während der Ram-Sessions
12. The Great Cock And Seagull Race (Rough Mix) (Paul McCartney) – 4:02
  - Die Aufnahme erfolgte am 23. Februar 1971 während der Ram-Sessions
  - Der Song war auch für die ursprünglich geplante B-Seite der Single Hi, Hi, Hi (1972) vorgesehen[12]
13. Outtake III – 0:10
14. Give Ireland Back to the Irish – 3:44
  - Wings’ Debütsingle A-Seite, die Aufnahme erfolgte am 1. Februar 1972
15. Give Ireland Back to the Irish (Version) – 3:46
  - Wings’ Debütsingle B-Seite, die Aufnahme erfolgte am 1. Februar 1972
16. Love Is Strange (Single Edit) (Baker, Smith) – 4:14
17. African Yeah Yeah – 5:03

- Das Album wurde ebenfalls als 180 Gramm Vinyl-Version als Doppel-LP (neu remastert) inklusive der 17 Bonustitel veröffentlicht, es enthält ein 12-seitiges bebildertes Begleitheft, weiterhin enthält die LP einen Code zum Download des Albums mit den Bonus-Titeln.[13]

| Seite 1 1. Mumbo 2. Bip Bop 3. Love Is Strange 4. Wild Life | Seite 2 1. I Am Your Singer 2. Bip Bop Link (Link) 3. Tomorrow 4. Dear Friend 5. Mumbo Link (Link) |

| Seite 3 1. Good Rockin’ Tonight (Home Recording) 2. Bip Bop (Home Recording) 3. Hey Diddle (Home Recording) 4. She Got It Good (Home Recording) 5. I Am Your Singer (Home Recording) 6. Outtake I 7. Dear Friend (Home Recording I) 8. Dear Friend (Home Recording II) 9. Outtake II | Seite 4 1. Indeed I Do 2. When The Wind Is Blowing 3. The Great Cock And Seagull Race (Rough Mix) 4. Outtake III 5. Give Ireland Back to the Irish 6. Give Ireland Back to the Irish (Version) 7. Love Is Strange (Single Edit) 8. African Yeah Yeah |

- Deluxe Edition
Diese Ausgabe enthält ein 128-seitiges bebildertes Buch, das die Entstehung des Albums dokumentiert, sowie eine aufklappbare Mappe, in der sich zwölf Fotos (es werden die Mitglieder der Wings gezeigt) in zwei durchsichtigen Pergamenthüllen befinden, ein Faksimile eines 48-seitiges Notizbuch, das Ideen zu Liedern und Tourneeaufzeichnungen aufzeigt sowie ein roter Umschlag, der eine Einladung zur Präsentation des Albums am 8. November 1971 beinhaltet. Die drei CDs und die DVD sind in einer doppelt aufklappbaren Papphülle eingelegt. Das Buch, die Mappe und die Papphülle für die CDs /DVD befinden sich in einer braunen Pappbox, das auf der Vorderseite eine Zeichnung der Wings von Paul McCartney und auf der Rückseite den Schriftzug Wings Wild Life trägt. Die Deluxe Edition enthält das originale 10-Track-Album mit der oben erwähnten Bonus-CD, weiterhin enthält die Deluxe Edition eine weitere CD mit folgenden acht Liedern:[14]

1. Mumbo (Rough Mix) – 3:53
2. Bip Bop (Rough Mix) – 4:21
3. Love Is Strange (Version) (Rough Mix) (Baker, Smith) – 4:24
4. Wild Life (Rough Mix) – 6:36
5. Some People Never Know (Rough Mix) – 6:44
6. I Am Your Singer (Rough Mix) – 2:13
7. Tomorrow (Rough Mix) – 3:31
8. Dear Friend (Rough Mix) – 5:53

sowie einer DVD mit folgendem Inhalt:
1. Scotland, 1971 – 11:36
2. The Ball – 3:58
3. ICA Rehearsals – 19:28
4. Give Ireland Back to the Irish (Rehearsal) – 3:38

- Im Dezember 2018 wurde folgender Gratis-Downloads auf der offiziellen Paul-McCartney-Homepage zur Verfügung gestellt, der bisher nicht offiziell erhältlich war:

Dear Friend (Orchestra Up) – 5:59

### 50-jährige Jubiläumsausgabe
- Am 4. Februar 2022 anlässlich des 50-jährigen Jubiläums wurde das im Half-Speed-Mastering-Verfahren neu gemasterte Vinylalbum von Capitol Records, auf schwarzem Vinyl, veröffentlicht. Weiterhin ist eine Karte beigefügt, die einen Text von Miles Showell, Mastering-Ingenieur der Abbey Road Studios, enthält. Das Mastering erfolgte am 23. Juli 2021 in den Abbey Road Studios.[15]

## Single-Auskopplungen

### Love Is Strange
- Es war geplant, im Januar 1972 die Single (Katalognummer: Apple R 5932) Love Is Strange mit der B-Seite I Am Your Singer in Großbritannien zu veröffentlichen. Es wurden aber lediglich Weißmuster-Singles (Demosingles) hergestellt;[16] ob Promotionsingles produziert worden sind, ist nicht nachweisbar. Am 2. Dezember 2022 erschien die limitierte The 7″ Singles Box von McCartney, diese Box enthält unter anderem auch die 7″-Vinyl-Single Love Is Strange [Single Edit] / I Am Your Singer.
- In Ghana erschien im Jahr 1972 die Single Love Is Strange / Wild Life.[17]
- In Mexiko wurde im Jahr 1972 eine EP mit folgenden Liedern veröffentlicht: Love is Strange / I Am Your Singer / Tomorrow / Mumbo.[18]

### Bip Bop
In Frankreich wurde die Promotionsingle Bip Bop / Tomorrow (Katalognummer: Apple SP 207) hergestellt, und in der Türkei die Single Bip Bop / Love Is Strange (Katalognummer: Apple LA 4342) veröffentlicht.

### Tomorrow
In Venezuela wurde im Jahr 1971 die Single Tomorrow / Love Is Strange hergestellt. Als Interpreten wurde statt Wings, Paul & Linda McCartney angegeben.

### Wild Life
Im Jahr 1972 wurde eine weitere Single in Venezuela veröffentlicht: Wild Life (Part I) / Wild Life (Part II). Als Interpreten wurde wiederum statt Wings, Paul & Linda McCartney angegeben.

## Kommerzieller Erfolg

### Chartplatzierungen
| ChartsChartplatzierungen       | Höchstplatzierung | Wochen |
| ------------------------------ | ----------------- | ------ |
| Deutschland (GfK)              | 47 (5 Wo.)        | 5      |
| Schweiz (IFPI)                 | 88 (1 Wo.)        | 1      |
| Vereinigte Staaten (Billboard) | 10 (19 Wo.)       | 19     |
| Vereinigtes Königreich (OCC)   | 11 (9 Wo.)        | 9      |

### Auszeichnungen für Musikverkäufe
| Land/Region               | Auszeichnungen für Musikverkäufe (Land/Region, Auszeichnung, Verkäufe) | Verkäufe |
| ------------------------- | ---------------------------------------------------------------------- | -------- |
| Kanada (MC)               | Gold                                                                   | 50.000   |
| Vereinigte Staaten (RIAA) | Gold                                                                   | 500.000  |
| Insgesamt                 | 2× Gold ·                                                              | 550.000  |

## Kritik
Das Album bekam hauptsächlich schlechte Kritiken. Auch im Nachhinein gilt es vielen Kritikern als das schlechteste Album, das Paul McCartney je veröffentlicht hat. Die Erwartungshaltung war hoch gewesen und die meisten Stücke auf Wild Life blieben hinter dem zurück, was von einem Komponisten wie Paul McCartney erwartet wurde. Wild Life kam auch bei den Käufern schlechter an, als McCartneys vorangegangenen Soloalben, die in den USA Platz 1 beziehungsweise Platz 2 der Billboard 200 erreicht hatten. In den USA kam Wild Life bis auf Platz 10 der Billboard-Charts, in Großbritannien war Platz 11 die höchste Platzierung. Trotzdem reichten die Verkaufszahlen in den USA, um sich 1972 für die Auszeichnung mit einer Goldenen Schallplatte zu qualifizieren.
Wild Life setze auf große Gefühle, sei aber musikalisch schlaff und textlich kraftlos und bedeutungslos, so urteilte John Mendelsohn 1972 im Musikmagazin Rolling Stone über das Album, aber es sei andererseits unprätentiös, mit reizvollen Melodien an einigen Stellen und nett gemachter Pop-Musik.

„But allow no one to convince you that it’s entirely devoid of merit: while it’s vacuous, flaccid, impotent, trivial and unaffecting. It’s also unpretentious melodically charming in several places, warm, and pleasant. Mostly, it's nicely […] executed pop music, and should be taken or left on that basis alone.“